# Бруни, Ракеле
Ракеле Бруни (итал. Rachele Bruni; род. 4 ноября 1990, Флоренция) — итальянская пловчиха, специализирующаяся на плавании в открытой воде. Чемпионка Европы 2021 года. Серебряный призёр Олимпийских игр и призёр чемпионатов мира.

## Карьера
В 2015 году Бруни стала первой итальянской пловчихой, выигравший итоговый зачёт Кубка мира. В следующем году итальянка вновь выиграла Кубок мира.
На летних Олимпийских играх 2016 года в Рио-де-Жанейро Бруни выиграла серебряную медаль в марафоне на 10 км, уступив только нидерландке Шарон ван Раувендал. Первоначально она финишировала на третьей позиции, сразу за чемпионкой мира Орели Мюллер, но француженку дисквалифицировали за нарушение правил против Бруни на финише. Ракеле не скрывает свою нетрадиционную ориентацию, и олимпийскую медаль она посвятила своей возлюбленной Дилетте Фаине.
Она становилась восемь раз чемпионкой Европы по плаванию на открытой воде.
В 2019 году она в третий раз выиграла Кубок мира по плаванию на открытой воде.
На чемпионате мира по водным видам спорта в Кванджу в 2019 году Ракеле Бруни завоевала бронзовую медаль на дистанции 10 километров и серебряную медаль в команде на 5 километров.